# Ethanthiol
Ethanthiol, auch Ethylmercaptan genannt, ist eine chemische Verbindung. Es ist nicht zu verwechseln mit Mercaptoethanol.

## Eigenschaften
Ethanthiol ist eine außerordentlich übelriechende Flüssigkeit (steht deshalb im Guinness-Buch der Rekorde) mit einem Schmelzpunkt von −148 °C und einem Siedepunkt von 35 °C. Ethanthiol ist löslich in organischen Lösungsmitteln, jedoch praktisch unlöslich in Wasser. Der Stoff ist in hohem Maße wassergefährdend. Wie alle Thiole ist Ethanthiol eine schwache Säure.

## Vorkommen und Herstellung
Ethanthiol kann in Erdöl und Steinkohlenteer gefunden werden, aus dem es durch Überleitung über Platin in Gegenwart von Wasserstoff entfernt wird (Entschwefelung). Ethanthiol kommt auch in der vor allem in Südostasien beheimateten Durianfrucht vor und ist für deren charakteristischen Geruch verantwortlich.
Synthetisch wird Ethanthiol in der für Thiole typischen Weise gewonnen.

## Verwendung
Ethanthiol findet Verwendung als Odorierungsmittel, indem es zum Beispiel Flüssiggas zugesetzt wird, um Leckagen nachzuweisen – geringste Ethanthiolkonzentrationen sind geruchlich wahrnehmbar. Die Wahrnehmungsschwelle liegt für den Menschen bei etwa 1 mg/t (0,001 ppm).
Weiterhin dient Ethanthiol als Zwischenprodukt für die organische Synthese.